# CompuGroup Medical
CompuGroup Medical SE & Co. KGaA (conosciuta anche come CGM) è una delle principali aziende a livello mondiale nel settore delle tecnologie informatiche applicate alla sanità. Fondata nel 1984 in Germania, CGM ha ampliato la sua portata globale, offrendo soluzioni software per studi medici, ospedali e altri enti sanitari. L'azienda ha nel corso degli anni collaborato nell'innovazione e nella ricerca, investendo in nuove tecnologie come la telemedicina, l'intelligenza artificiale e la gestione dei dati sanitari. Nel 2024, l'azienda contava circa 8.700 collaboratori con sedi in 19 nazioni e prodotti in 60 differenti Paesi nel mondo.
L’azienda sussidiaria in Italia di CGM opera come CompuGroup Medical Italia, tra le più grandi aziende di digital health (e-health) presenti sul territorio nazionale, con oltre 30 sedi, 600 dipendenti e 30.000 clienti tra medici, farmacie, dentisti, amministrazioni pubbliche e ospedali.

## Storia
Nel 1992, Frank Gotthardt ha acquisito tutte le azioni ordinarie di Compudent GmbH (fondata nel 1984) fondendola con la sua azienda "Gotthardt Computer GmbH" a Coblenza (Germania) e mantenendo il nome "Compudent AG". Inizialmente, l'azienda offriva sistemi informativi per studi dentistici, seguiti da software nel 1993. Nel 1997, l'azienda ha cambiato nome in Compugroup Holding AG.
Nel 2004, l'azienda ha iniziato ad operare nella Repubblica Ceca con sistemi informativi per medici e dentisti. Successivamente in Slovacchia e Polonia, ha iniziato ad operare nei sistemi informatici ospedalieri, per poi estendersi anche in Francia, Spagna e Italia. In Germania, ha ampliato il portafoglio con prodotti come archiviazione medica, sistemi informativi ospedalieri, servizi di cartella clinica elettronica, comunicazione multimediali, sistemi informativi sui farmaci e portali per medici specialisti.
CompuGroup Medical ha consolidato la sua posizione in Austria, diventando leader nel mercato dei sistemi informativi ospedalieri e per i medici di libera professione. Successivamente, l'azienda ha iniziato ad operare in Scandinavia, Africa, Asia e negli Stati Uniti.
Per facilitare l'internazionalizzazione, nel 1997 l'azienda ha cambiato nome da Compudent AG a CompuGroup AG. Nel 2010, CompuGroup Holding si è trasformata in CompuGroup Medical e si è fusa con le sussidiarie esistenti.

## Progetto Mare
MARE è un progetto dedicato allo sviluppo dell'intelligenza artificiale applicata alla sanità digitale, promossa da Frank Gotthardt, fondatore di CompuGroup Medical (CGM).
Il progetto prevede la realizzazione di un campus tecnologico al Lido di Venezia, concepito come un polo innovativo e un ecosistema aperto per la ricerca, lo sviluppo e la regolamentazione dell’IA in ambito sanitario.
Con un investimento significativo che creerà oltre 900 posti di lavoro, MARE si propone di attrarre talenti nazionali e internazionali e di contrastare la fuga dei cervelli, posizionando l’Italia come punto di riferimento globale nella sanità digitale.
Il progetto mira, inoltre, a favorire la collaborazione tra istituzioni, aziende e startup, promuovendo un approccio sostenibile e orientato al miglioramento della qualità delle cure attraverso l’integrazione tra tecnologia e benessere umano.